# Graffiti (中西圭三のアルバム)
『graffiti』（グラフィティ）は、1995年9月21日にパイオニアLDCから発売された中西圭三の5枚目のスタジオ・アルバム。

## 解説
初のベスト・アルバム『SINGLES』を経た1年半ぶりの新作は初顔合わせとなる佐橋佳幸とのコラボレーション・アルバム。
収録曲の半数以上が佐橋との共作曲となっている。
同じく初顔合わせの大江千里からも作詞を提供されている。

## 収録曲
作曲：中西圭三・佐橋佳幸　編曲：佐橋佳幸（特記以外）
1. SO BAD（4分33秒）
  - 作詞：松井五郎
2. はじまりの虹（4分02秒）
  - 作詞：朝水彼方　作曲：中西圭三
  - NHK『スタジオパークからこんにちは』テーマ曲
3. LIBERTY（5分00秒）
  - 作詞：松井五郎
  - ハウステンボスCFソング
4. 焦がれて（4分04秒）
  - 作詞：朝水彼方
5. Why Goodbye（with Wendy Moten）（4分49秒）
  - 作詞：Morry Stearns
6. 'Round Midnight（5分02秒）
  - 作詞：朝水彼方
7. Violet in your lonely heart（4分40秒）
  - 作詞：湯川れい子　作曲：中西圭三　編曲：服部隆之
8. J（4分56秒）
  - 作詞：朝水彼方　作曲：中西圭三　編曲：小西貴雄
9. 新しい僕になろう（5分15秒）
  - 作詞：売野雅勇　作曲：中西圭三
  - スリムビューティハウスCFイメージソング
10. BLUEWATER（5分43秒）
  - 作詞：朝水彼方
11. 月の上に腰かけて（5分34秒）
  - 作詞：大江千里